# Julia Kassar
Pour les articles homonymes, voir Kassar.
Julia Kassar est une actrice libanaise née à Beyrouth en 1963. Connue pour des rôles au cinéma et au théâtre, elle a travaillé avec plusieurs metteurs en scène et réalisateurs célèbres comme  Randa Chahal Sabag, Hany Tamba, Jalal Khoury, ou Robert Thomas.

## Biographie

### Formation
Julia Kassar se passionne dès l'adolescence pour la danse. Elle admire Georgette Gebara, qui est la fondatrice de l’École libanaise de ballet et qui enseigne à la faculté des beaux-arts de l’Université libanaise (UL). Elle s'inscrit dans cette université en art dramatique pour pouvoir bénéficier de son enseignement. Elle enseigne les matins et traverse Beyrouth alors en guerre et divisé en deux pour prendre ses cours à l'UL. Elle s'éloigne peu à peu de la danse, découvrant le théatre avec  Jalal et Chakib Khoury, Maurice Maalouf, Raymond Gebara et Latifé Moultaka. Raymond Gebara la choisit pour jouer le rôle de Dulcinée dans son Don Quichotte, mais sa famille ne l'autorise pas à monter sur scène pour le premier rôle et elle doit se contenter du deuxième. 
Julia Kassar obtient un diplôme en art dramatique à l'Institut des Beaux-arts de l'université libanaise en 1987 et un master en arts visuels de l'université Saint-Esprit de Kaslik en 2007. Son sujet de mémoire porte sur le théâtre de l'opprimé d'Augusto Boal.

### Carrière dans le théatre
Après l'obtention de sa maitrise, elle joue dans une série télévisée sur la Lebanese Broadcasting Corporation International sous la direction de  Chakib Achkar avec Rida Khoury, Philippe Akiki et Maurice Maalouf. Elle devient également présentatrice pour une émission de cinéclub avec Émile Chahine.
En 2025, Bassam Badran, président de l’Université libanaise, Hicham Zeineddin, doyen de la faculté d’architecture et des beaux-arts, et son Bernard Ghoussoub lui remettent lors d'une cérémonie en son honneur une distinction pour l'ensemble de son parcours de professeure en arts scéniques à l'UL. 

## Filmographie
- 1992 : El-Aasar (The Tornado) de Samir Habchi[4].
- 1994 : Frihetsligan de Leyla Assaf-Tengroth[5].
- 2003 : Le Cerf-volant de Randa Chahal Sabag.
- 2006 : Ila Al Liqa'A de Fouad Alaywan[6].
- 2008 : Une chanson dans la tête de Hany Tamba.
- 2016 : Tramontane de Vatche Boulghourjian[7],[8].
- 2017 : L'Insulte de Ziad Doueiri.

## Distinctions
| Année | Récompense                                                            | Œuvre                               | Référence |
| ----- | --------------------------------------------------------------------- | ----------------------------------- | --------- |
| 2010  | Murex d'Or                                                            | Shrbel                              | [ 9 ]     |
| 2011  | Récompense de l'association du cinéma du Liban                        | Shati ya deni                       | [ 10 ]    |
| 2011  | Meilleure actrice, Festival international du cinéma d'auteur de Rabat | Shati ya deni (Here comes the rain) | [ 11 ]    |
| 2016  | Meilleure actrice, Festival international du film de Dubaï            | Tramontane                          | [ 12 ]    |
| 2018  | Meilleure actrice, Beirut International Women Film Festival           | Mahbas (en) (Solitaire)             | [ 13 ]    |